# Scatternet

Een scatternet is de term waarmee een configuratie wordt aangeduid waarin twee tot (maximaal) tien piconets samengevoegd zijn door het delen van gemeenschappelijke master- of slave-apparaten. De termen ‘scatternet’ en ‘piconet’ worden typisch gebruikt in draadloze bluetooth-toepassingen.

## Beschrijving
Een piconet bestaat uit een master-node en tot 8 actieve slave-nodes. Er kunnen naast de 8 actieve slave-nodes, tot 255 slave-nodes in een 'geparkeerde' modus in het piconet aanwezig zijn. De slave-nodes die geparkeerd zijn, zijn door de master van het piconet in slaapstand gezet om zo energie te besparen. In geparkeerde modus kunnen de apparaten enkel op een activeersignaal of een beaconsignaal van de master reageren.
Een piconet bestaat uit ten minste twee bluetoothapparaten. Piconetten kunnen verbonden worden met elkaar door een bridge-node. Wanneer piconetten met elkaar zijn verbonden, spreken we van een scatternet.

## Concept
Omdat de ontwerpers de implementatie van een bluetoothchip niet duurder wilden maken dan ongeveer 5 euro, heeft men gekozen voor het master-slaveconcept. Het gevolg hiervan is dat de slaves in het net enkel doen wat hen wordt opgedragen door de master van het net. Directe verbindingen tussen slaves onderling zijn niet mogelijk, dit moet gebeuren via de master van het net. Een piconet heeft een bereik van ongeveer 10 meter.